# Kondurča
Kondurča (rusky Кондурча, tatarsky Qundırça) je řeka v Samarské oblasti a v Tatarstánu v Rusku. Je dlouhá 294 km. Povodí řeky je 3950 km².

## Průběh toku
Protéká po jihozápadním okraji Bugulmsko-belebejské vrchoviny. Ústí zprava do Soku (povodí Volhy).
Největším městem na Kondurče je Nurlat ležící na jejím pravém břehu.

## Vodní režim
Zdrojem vody jsou převážně sněhové srážky. Průměrný roční průtok vody ve vzdálenosti 40 km od ústí činí 9,44 m³/s. Zamrzá v listopadu a rozmrzá v dubnu.